# Trichophycus pedum
Treptichnus pedum (precedentemente chiamato Phycodes pedum, Manykodes pedum di J. Dzik, e anche conosciuto come Trichophycus pedum) si è conservato lo stampo fossile, impronta, di un animale piuttosto che un fossile vero e proprio di quell'animale. In quanto tale, è considerato come la prima complessa traccia fossile. La sua forma più antica, circa 542 milioni di anni, è stata un contemporaneo con l'ultimo biota di Ediacarano, è usato per contribuire a definire la linea di divisione, considerata geologicamente a 541 mia, tra i due periodi, Ediacarano e Cambriano.
Il Treptichnus pedum presenta un modello di tana abbastanza complicato e distintivo: lungo un tubo centrale, talvolta sinuoso o tortuoso, ha scavato la sua impronta successivi spire verso l'alto attraverso il sedimento, in cerca di sostanze nutritive, generando uno stampo, traccia fossile, che ricorda un ventaglio o una corda contorta. L'organismo che ha lasciato tali tracce è considerato più complesso della precedente fauna Ediacarana; questi fossili, che si ritrovano in tutto il mondo, si trovano generalmente in più strati.
Dal momento che sono state trovate solo le sue tane, si presume che l'animale Treptichnus non disponga di parti dure nella sua struttura anatomica, come conchiglie o ossa. La sua morfologia e la relazione con gli animali moderni sono pertanto sconosciuti, e alcuni contestano anche la sua inclusione nel regno animale [8]. Nonostante questa mancanza di prove fossili, i percorsi superficiali prodotti dai moderni vermi priapulidi presentano la stessa morfologia di sondaggio suolo di Treptichnus, suggerendo una stretta relazione anatomica tra la traccia fossile ritrovata e i priapulidi attuali.
Il nome Treptichnus pedum significa "tracciato (greco) di piedi (latino)".

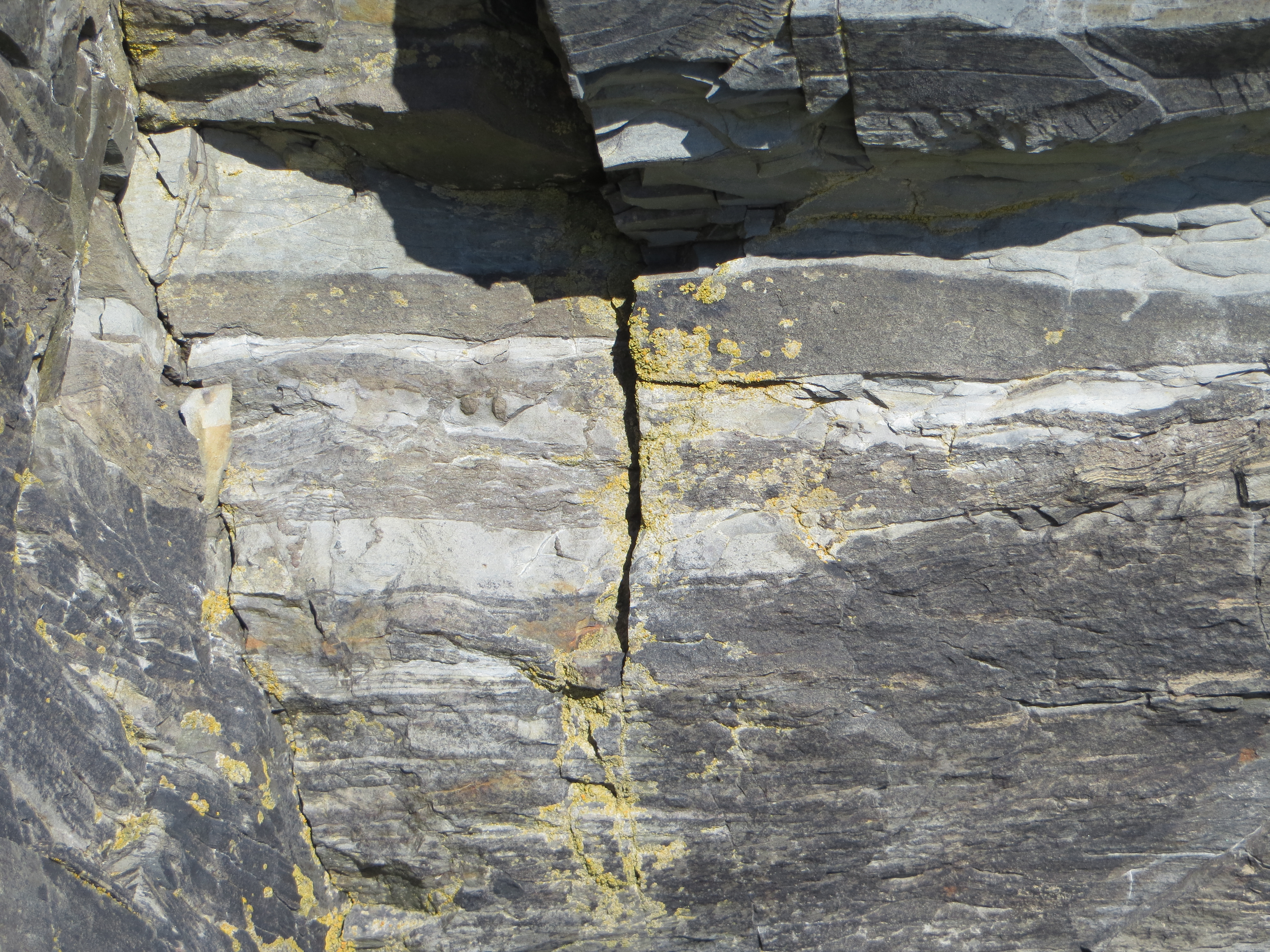
stampo fossile di Treptichnus pedum tra i periodi Ediacarano e Cambriano.